# Hymenophyllum walleri
Hymenophyllum walleri är en hinnbräkenväxtart som beskrevs av Joseph Maiden och Betche. Hymenophyllum walleri ingår i släktet Hymenophyllum och familjen Hymenophyllaceae. Inga underarter finns listade.